# Кинопроба (фильм)
«Кинопроба» (яп. オーディション Ōdishon) — японский триллер 1999 года, снятый Такаси Миикэ по мотивам одноимённой новеллы Рю Мураками по сценарию Дайсукэ Тэнгана. С годами у фильма появился немногочисленный культ поклонников, особенно на Западе.
Фильм отличается резким и неожиданным переходом от романтической истории к изображению пыток.

## Сюжет
Сигэхару Аояма (Рё Исибаси), вдовец средних лет, получает упрёки от 17-летнего сына Сигэхико (Тэцу Саваки) по поводу того, что уже в течение семи лет не женился повторно. Сигэхико планирует начать самостоятельную жизнь после окончания школы и не хочет оставлять отца в одиночестве. Друг и коллега Аоямы, Ёсикава (Дзюн Кунимура), кинопродюсер, предлагает провести фиктивное прослушивание на главную роль в несуществующем фильме, чтобы Аояма смог выбрать из них новую жену.
Аояма был очарован Асами Ямадзаки (Эйхи Сиина), 24-летней женщиной с мягким голосом, сдержанными манерами. Раньше она была балериной, но перестала танцевать после травмы бедра. Однако Ёсикава предупреждает Аояму о своих плохих предчувствиях по поводу Асами: ни одна связь из её резюме не подтверждается, работодателей тоже не могут найти. Музыкальный продюсер, с которым она работала, уже год числился без вести пропавшим.
Асами живёт в практически пустой комнате, в которой находится лишь большой мешок и телефонный аппарат. В течение нескольких дней после прослушивания она ждала звонка с результатами, неподвижно сидя посередине комнаты рядом с телефоном. Во время звонка мешок неожиданно начинает кататься по комнате. Асами игнорирует эти движения, отвечает на звонок и признаёт, что не ожидала его. После нескольких свиданий она соглашается провести с Аоямой выходные в отеле на берегу моря. В отеле Асами показывает следы от ожогов на её бедре. Она просит Аояму любить только её, Аояма обещает это, и они занимаются сексом. Ночью, он просыпается от звонка с ресепшена отеля. Во время разговора он узнает, что Асами покинула отель, пока он спал.
Аояма просил о помощи в поисках Асами Ёсикаву, но тот вежливо намекает ему, что не собирается этого делать и ему не советует. После, Аояма начинает поиски Асами. Используя информацию из резюме, он смог найти заброшенную студию балета, где Асами обучалась 12 лет, там он и обнаружил инвалида с искусственными ступнями в кресле-каталке, играющего на пианино. Во время флешбека, мужчина признаётся зрителям в том, что клеймил Асами раскалёнными железными прутьями, когда домогался её. Затем Аояма находит бар, в котором Асами якобы подрабатывала 3 раза в неделю, но выясняется, что бар закрыт больше года после того, как его хозяйку нашли расчленённой. Когда полиция собрала вместе фрагменты её тела, обнаружились лишние части: 3 пальца, 1 ухо и 1 язык.
Асами проникает в дом Аоямы во время поисков и находит там фотографию его умершей жены. Взбешённая, она подмешивает успокаивающее в его выпивку и прячется. Аояма приходит домой, выпивает и теряет сознание. Зрителю демонстрируются фрагменты, рассказывающие о прошлой и нынешней жизни Асами. В одной из сцен Асами заканчивает ужинать и затем отрыгивает в собачью миску, чтобы покормить мужчину, спрятанного в мешке. У него нет обеих ступней, языка, уха и трёх пальцев на правой руке (остались только большой и безымянный), он — продюсер, считавшийся пропавшим без вести. В другом фрагменте показано, как Асами отрезает голову инвалиду из балетной школы при помощи металлической струны.
Чуть позже Асами возвращается к парализованному Аояме. Пока она заходит в комнату, зритель видит убитого домашнего пса Аоямы. Асами парализует Аояму, при этом сохраняя ему возможность чувствовать боль. Затем она глубоко втыкает в него множество длинных иголок, приговаривая при этом «глубже-глубже-глубже». Причиной такой мести стало то, что Аояма в её представлении оказался точно таким же, как и все предыдущие мужчины — не способным любить исключительно её. По мнению Асами, любовь к сыну, которого она планирует убить чуть позже, или к собаке — абсолютно неприемлемы и препятствовали развитию традиционных отношений с ней. И только ужасные муки помогут ему понять значение настоящей нужды в ком-либо. Продолжением пыток становится ампутация ступни.
Перед началом ампутации следующей ступни, домой вернулся сын Аоямы, Сигэхико. Он обнаруживает отца на полу, но Асами успела спрятаться и готова убить Сигэхико. Перед финальной сценой показан ещё один флешбэк, в котором Аояма просыпается всё в той же кровати в отеле. Рядом лежит Асами и уже возникает ощущение, что всё это был плохой сон. Но сразу после их медлительного диалога Аояма засыпает, и снова нам показывают сцену в доме Аоямы. В процессе борьбы Сигэхико скидывает Асами с лестницы, и она ломает шею при падении. Аояма просит сына позвонить в полицию, продолжая «разговаривать» с мёртвой Асами.

## В ролях
- Рё Исибаси — Сигэхару Аояма
- Эйхи Сиина — Асами Ямадзаки
- Тэцу Саваки — Сигэхико Аояма
- Дзюн Кунимура — Ясухиса Ёсикава

## Критика
Фильм доводил некоторых критиков до обморока. Несмотря на странность и парадоксальность, «Кинопроба» со временем приобрела культовый статус. Конец производит сильное впечатление. По мнению журнала Darker, идея создать образ одержимой местью тихони с ангельским лицом заслуживает только одобрения. В каждом кадре есть скрытый символизм с психологическим подтекстом, чувствуется особый цветовой подход к видеоряду. В итоге это даёт очень интересный результат. Тяжёлая драма о взаимоотношениях двух переживших горе людей оборачивается кровавой трагедией в стиле «Бешеных псов».
На сайте Rotten Tomatoes фильм получил 83 % на основе 83 критических обзоров. Средний рейтинг фильма — 7,4 из 10. Metacritic поставил 70 баллов из 100 возможных с учётом 19 рецензий.
Среди известных режиссёров фильмов, вошедших в список американского телеканала Bravo «100 самых страшных моментов в кино» (сам фильм оказался на 11 месте в этом рейтинге), Элай Рот, Джон Лэндис и Роб Зомби заявили, что «Кинопробу» очень сложно смотреть из-за неприятных сцен.
Сайт Bloody Disgusting поставил «Кинопробу» на 14 место в списке 20 лучших фильмов ужасов 2000-х годов, отметив мастерство Такаси Миикэ и одну из наиболее невыносимых сцен пыток в истории кино, это отвратительно в лучшем смысле слова, режиссёр бьёт по уязвимому месту и глубоко ранит. Согласно IndieWire, «Кинопроба» получила 30 место в рейтинге 75 величайших фильмов ужасов всех времён. По мнению обозревателя сайта, это лучший хоррор об объективации женщин в японском или любом другом обществе, а также о возмездии, которое может повлечь за собой неконтролируемое женоненавистничество. Любой режиссёр жанра стремится к высоте, что достиг Миикэ. 
«Кинопроба» присутствует в топ-20 фильмов с 1992 года по версии Квентина Тарантино. В 2024 году Variety опубликовал список 100 лучших фильмов ужасов всех времён, где данная экранизация заняла 7 место. Согласно составителям, получился «Гражданин Кейн» визионерских садистских феминистских фантазий о мести.